# Сп'яніння Ноя (Мікеланджело)
«Сп'яніння Ноя» (італ. Ebbrezza di Noè) — фреска Мікеланджело Буонарроті на стелі Сикстинської капели (Ватикан), створена ним близько 1508—1510 років. Це — сцена із «Книги Буття» (Бут. 9:20-27).

## Опис
Фреска зображує сцену виявлення Хамом, сином Ноя, свого п'яного батька. Хам розказав про сп'яніння та наготу батька своїм братам — Симу та Яфету. Останні прикрили оголеного батька, не дивлячись на нього. Ной пізніше прокляв Хама за глум.
Цю сцену Вазарі описав так: «Не можна висловити як чудово зображена історія Ноя: він, сп'янілий від вина, спить, розкрившись, а коло нього сини; один сміється з нього, а два вкривають його; це незрівнянний твір художника, який тільки сам себе міг би перевищити».
Мікеланджело розмістив фігуру сп'янілого Ноя по центру, у дерев'яній хатині. Ліворуч зображений Ной, одягнений у червону туніку, який працює на винограднику. Праворуч — троє його синів. Сим та Яфет відвертаючись кладуть одяг на батька, а Хам — глузливо показує на нього. Тіло Хама м'яке та округле, як і у п'яного Ноя.

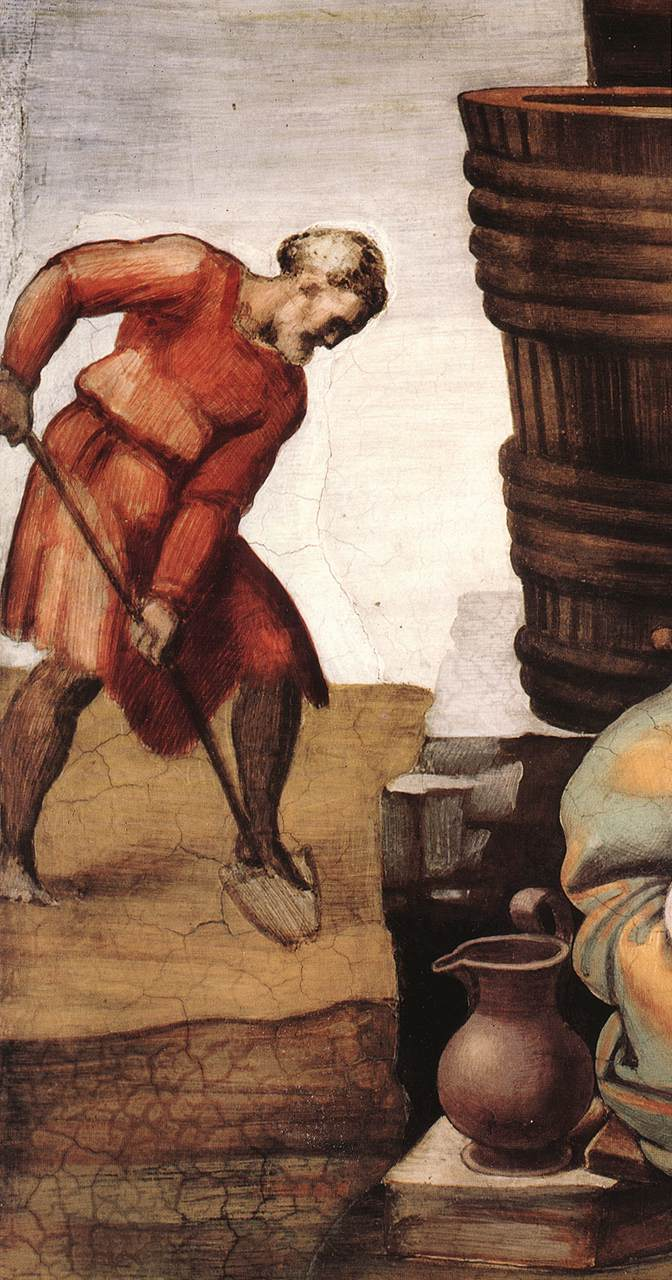
Ной працює у винограднику (деталь)
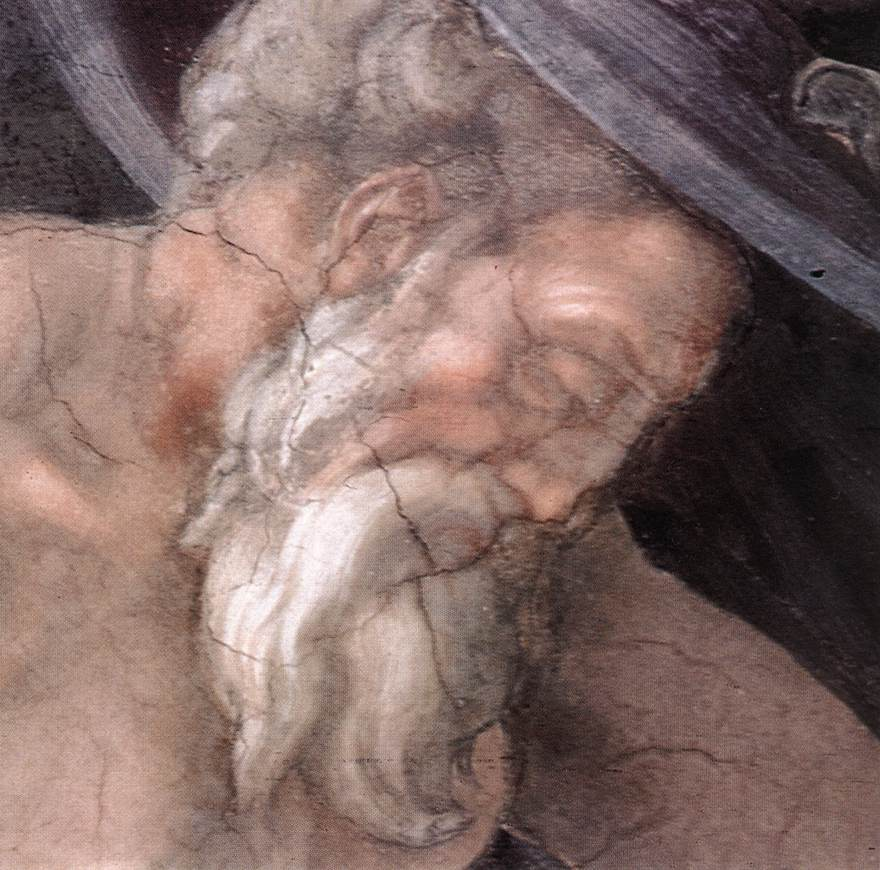
Сп'янілий Ной (деталь)
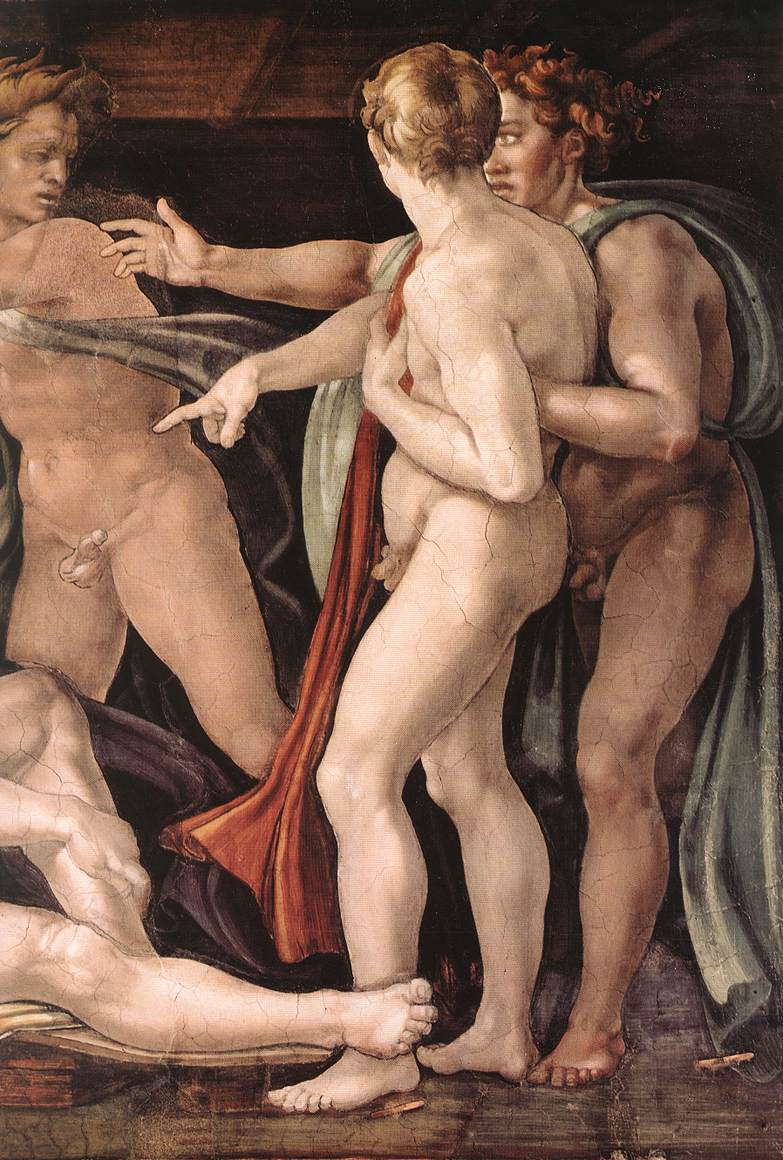
Сини (деталь)

Сцена обрамлена чотирма оголеними юнаками (інюді) та двома медальйонами (щитами). Пози цих юнаків віддзеркалені[а], скоріш всього той самий картон, тільки перевернутий, використано. Значення інюді є предметом суперечок (вони надто складні, щоб бути просто декоративними фігурами). Зображення одного з інюді майже втрачено, залишилися тільки голова, плече, нижні частини ніг та одна кисть.

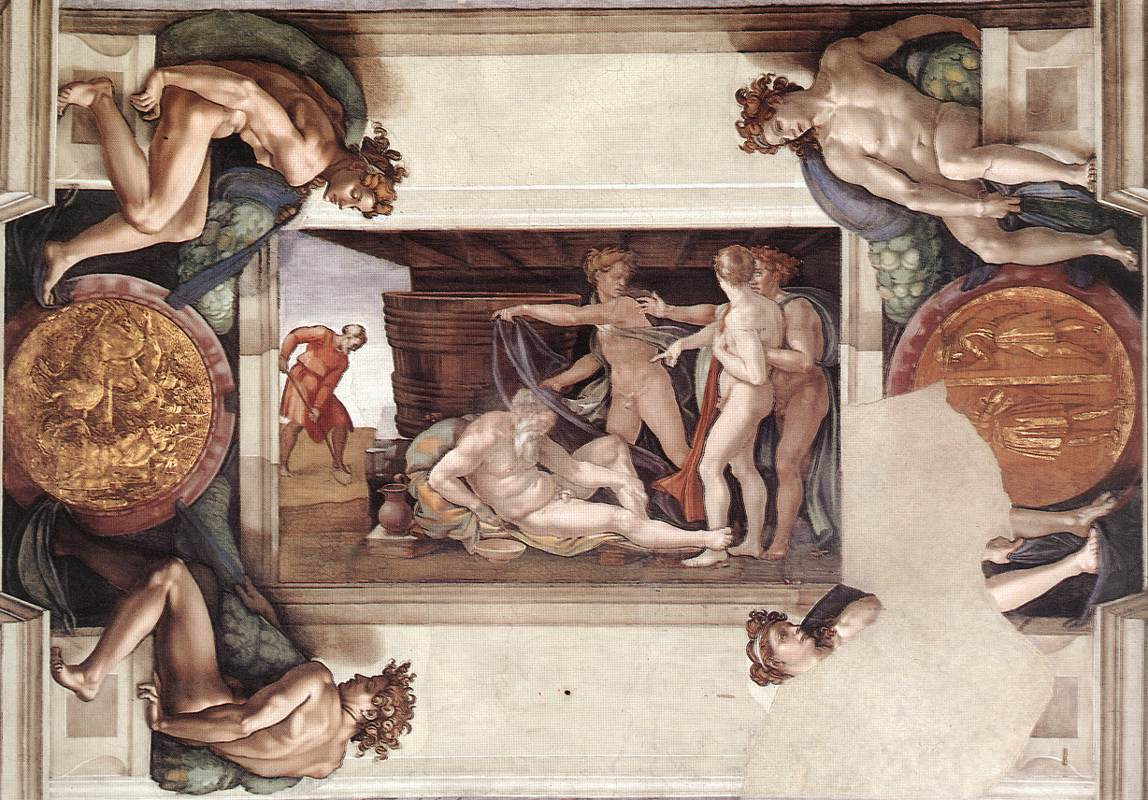
Інюді. Загальний план
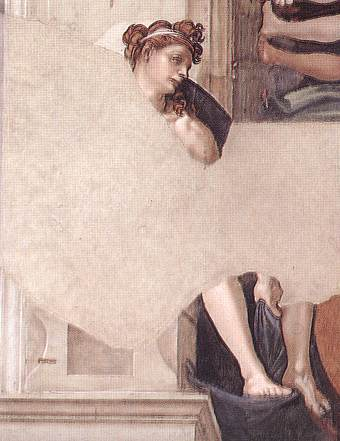
«Втрачений» інюді
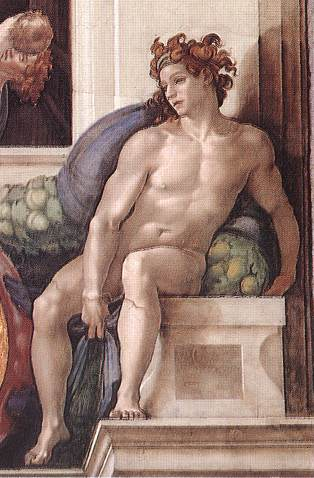
«Дзеркальний» інюді
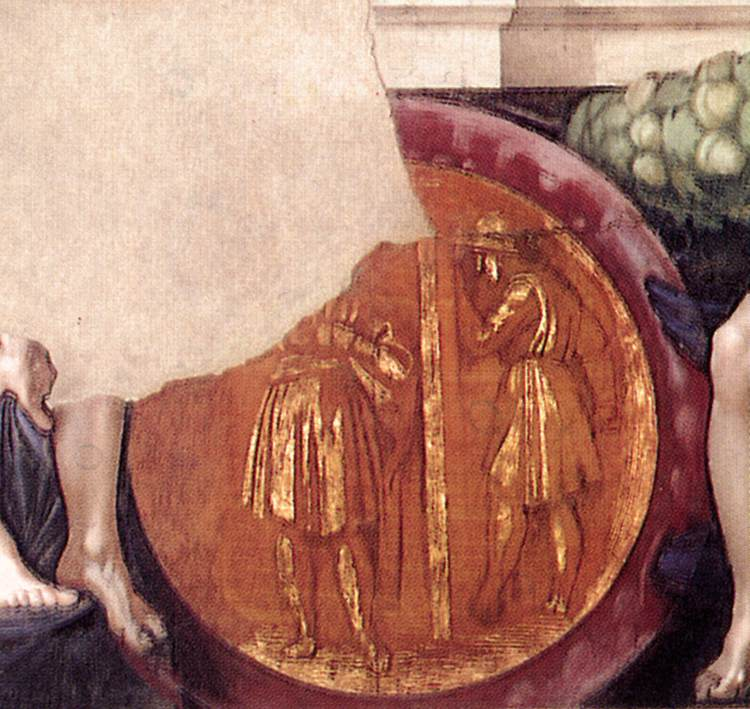
Щит

На медальйоні (щиті) біля втраченого інюді зображено «Вбивство Авнера» (2 Сам. 3:27) або «Смерть Разіса». На щиті з іншою парою інюді зображено сцену скидання Бідкаром, вельможею царя Єгу, тіла царя Єгорама «на ділянці поля їзреелянина Навота» (2 Цар. 9:25—26).

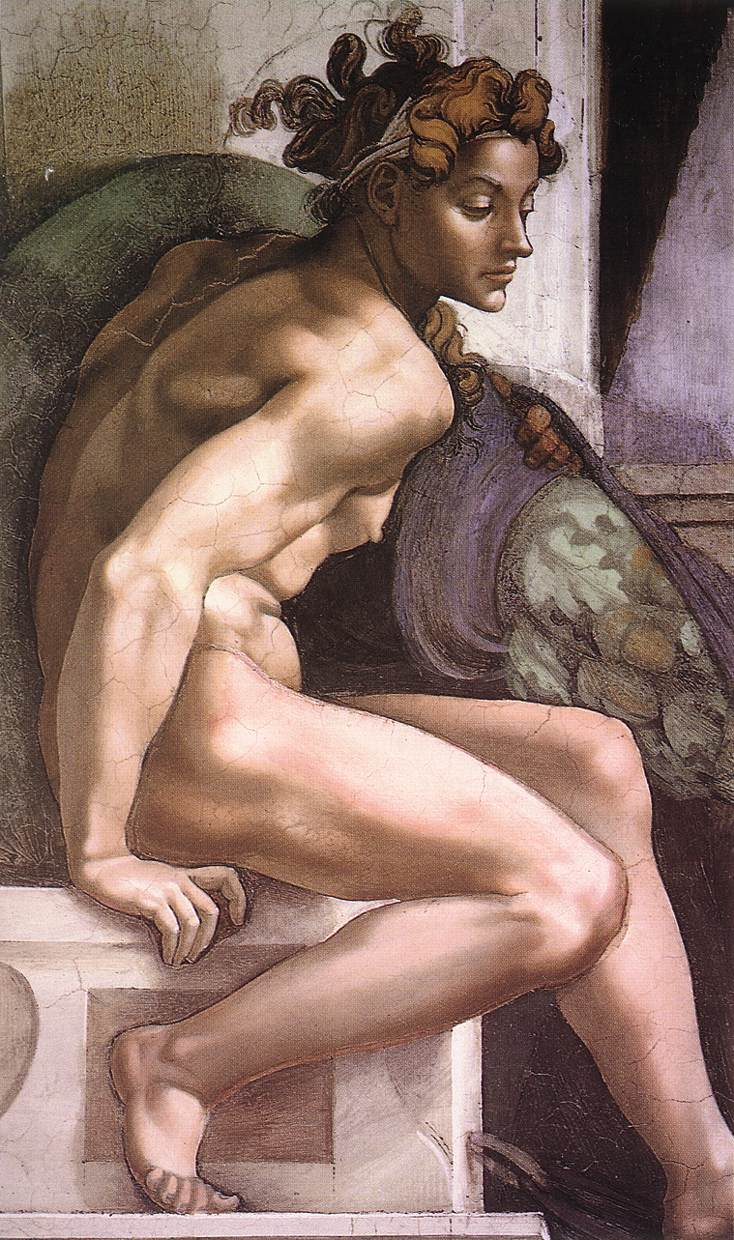
Інюді
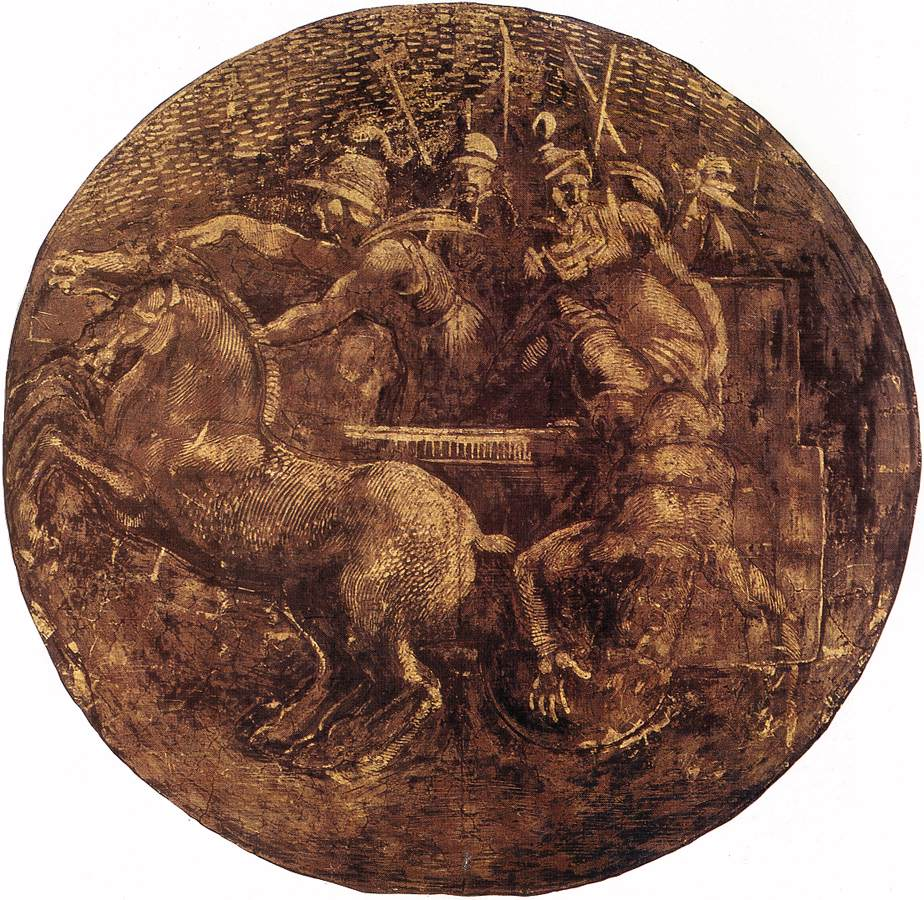
Щит
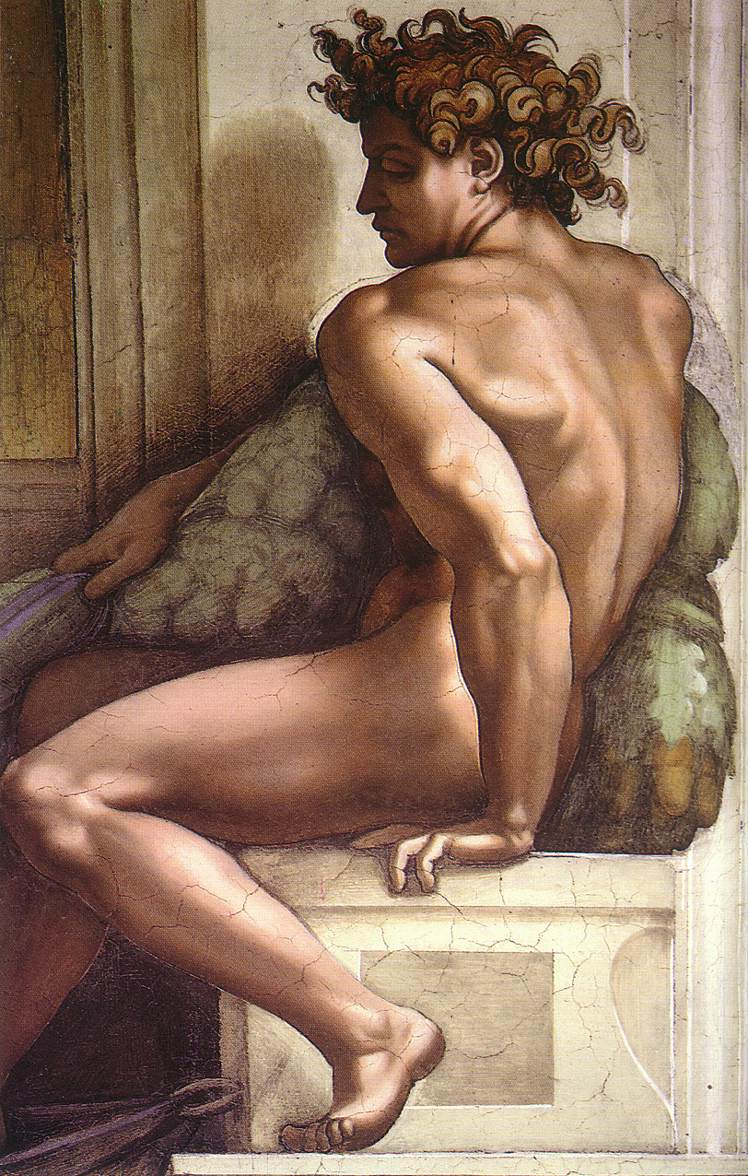
Інюді

## Виноски
1. ↑  Вазарі, 1970, с. 333.